# フィッシュ・タンク
『フィッシュ・タンク』（Fish Tank）は、アンドレア・アーノルド監督・脚本による2009年のイギリスのドラマ映画である。第62回カンヌ国際映画祭で審査員賞、第63回英国アカデミー賞で英国作品賞を獲得した。スティーヴン・ジェイ・シュナイダーの『死ぬまでに観たい映画1001本』にも掲載された。

## キャスト
- ケイティ・ジャーヴィス（英語版）
- カーストン・ウェアリング（英語版）
- マイケル・ファスベンダー
- レベッカ・グリフィス
- ハリー・トレッダウェイ

## 製作
ミア役のケイティ・ジャーヴィスは本作以前には一切演技経験がなかった。彼女はアーノルドのキャスティングアシスタントがボーイフレンドと駅で話しているのを見てキャスティングされた。
主要撮影は2008年7月28日より6週間かけて行われた。

## 公開

### 批評家の反応
Rotten Tomatoesでは140件のレビューで支持率は90%となった。Metacriticでは43件のレビューで加重平均値は81/100となった。

### 興行収入
イギリスでは公開初週末に10万3180ポンドを売り上げた。全世界では累計235万7852ドルを売り上げている。